# Wallasey (circonscription britannique)

Wallasey dans le Merseyside.

La circonscription de Wallasey est une circonscription anglaise située dans le Merseyside, représentée à la Chambre des communes du Parlement britannique.